# 偏磷酸钍
偏磷酸钍是一种无机化合物，化学式为Th(PO3)4，是钍的磷的含氧酸盐之一，有放射性。

## 制备
将四水合硝酸钍溶于正磷酸，在450℃共热2h得到偏磷酸钍。